# Корсини, Иероним Доминикович
Иероним Доминикович (Дементьевич) Корсини (1808/1811—1876/1886) — русский архитектор, академик Императорской Академии художеств.

## Биография
Сын художника, академика перспективных видов Доминика Корсини, приглашённого в Петербург в 1802 году на службу в театральную дирекцию. Потерял отца в возрасте шести лет, поэтому образование получил без его влияния. Обучался в училище св. Анны, затем в высшем училище (2-я гимназия) и окончил курс в главном инженерном училище, откуда 1 декабря 1830 года производен в прапорщики. Через 6 лет вышел в отставку и поступил гражданским инженером в петербургскую губернскую контору казённых имуществ.
Служил в Петербургской губернской конторе казённых имуществ (с 1836), Гоф-Интендантской конторе казённых имуществ (с 1836), Гоф-Интендантской конторе Министерства императорского двора (с 1838), Министерстве финансов, Министерстве внутренних дел, Ведомстве учреждений императрицы Марии Фёдоровны. Состоял архитектором графа Д. Н. Шереметева (1837—1853).
Был признан «назначенным в академики» (1845). Избран в академики (1849) за программу «Проект дома для дворянского собрания в столице».

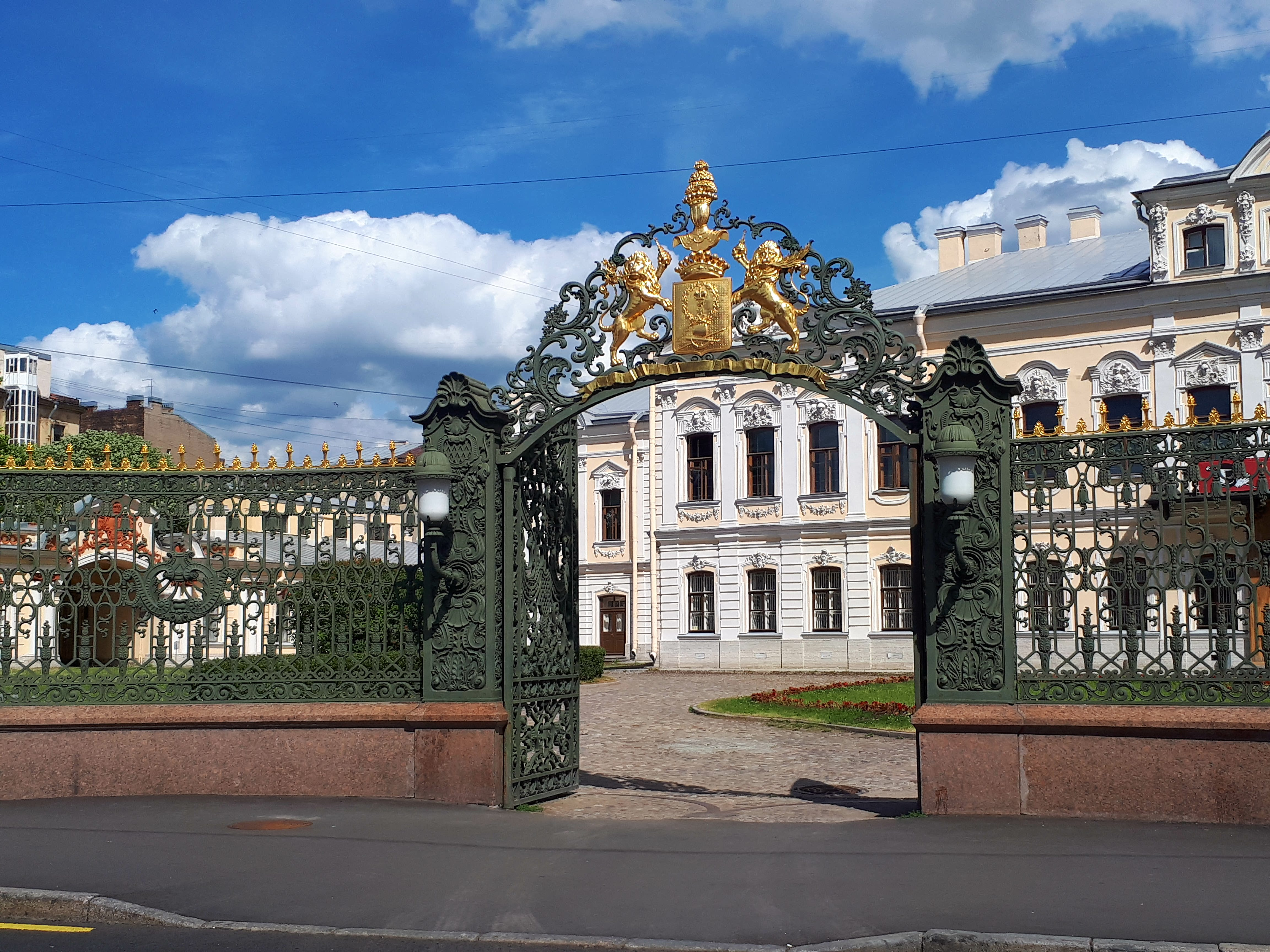
ворота ограды перед Шереметевским дворцом на Фонтанке д. 34 в Петербурге в центральной части города

Около шестнадцати лет занимался постройками для графа Д. Н. Шереметева: в 1837 году устроил известную чугунную ограду перед его домом, отделал бальную галерею в его доме, построил дачу в Ульянке.
В 1841—1842 годах построил дом римско-католической церкви св. Станислава, в 1845—1847 годах возвел дом статс-секретариата Царства Польского, в 1853 году перестроил главное здание Демидовского дома призрения трудящихся и устроил в нём домовую церковь. 

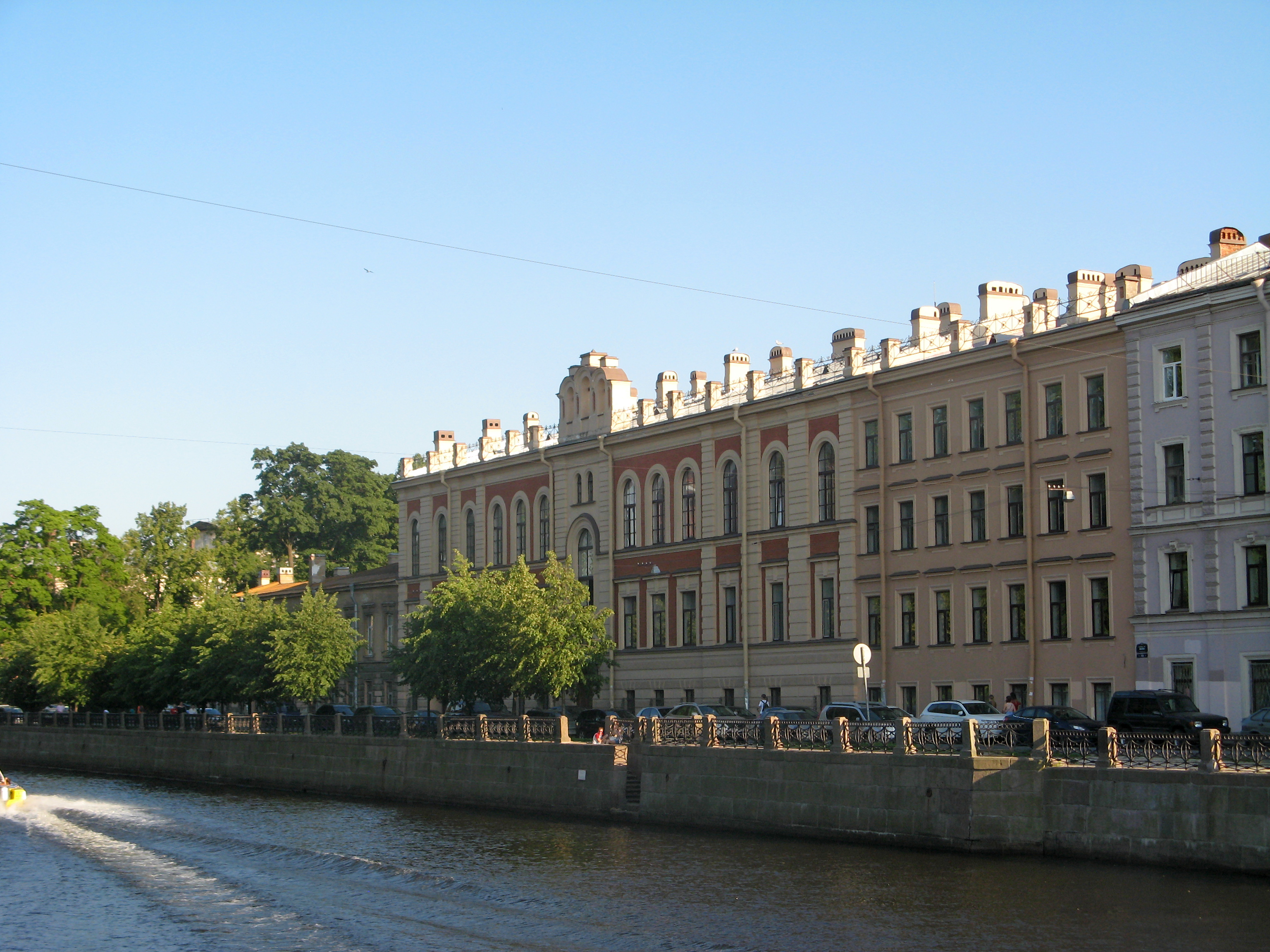
Здание бывшего Демидовского дома призрения трудящихся по адресу набережная реки Мойки дом 108 в Петербурге

В 1856 году участвовал в производстве разных сооружений, связанных с коронацией; в 1862—1863 годах составил общий план застройки Апраксина двора и с августа 1862 года по июль 1863 года возвел постройки торговых рядов Александровской линии. В 1851—1862 годах он составил ещё проекты: для шаха персидского — здания с комнатами совета, для султана турецкого — мечети и некоторые другие.

## Известные проекты И. Д. Корсини в Санкт-Петербурге[9]
- Здания Демидовского дома призрения трудящихся. Набережная реки Мойки, 108А (1831—1833)[10]

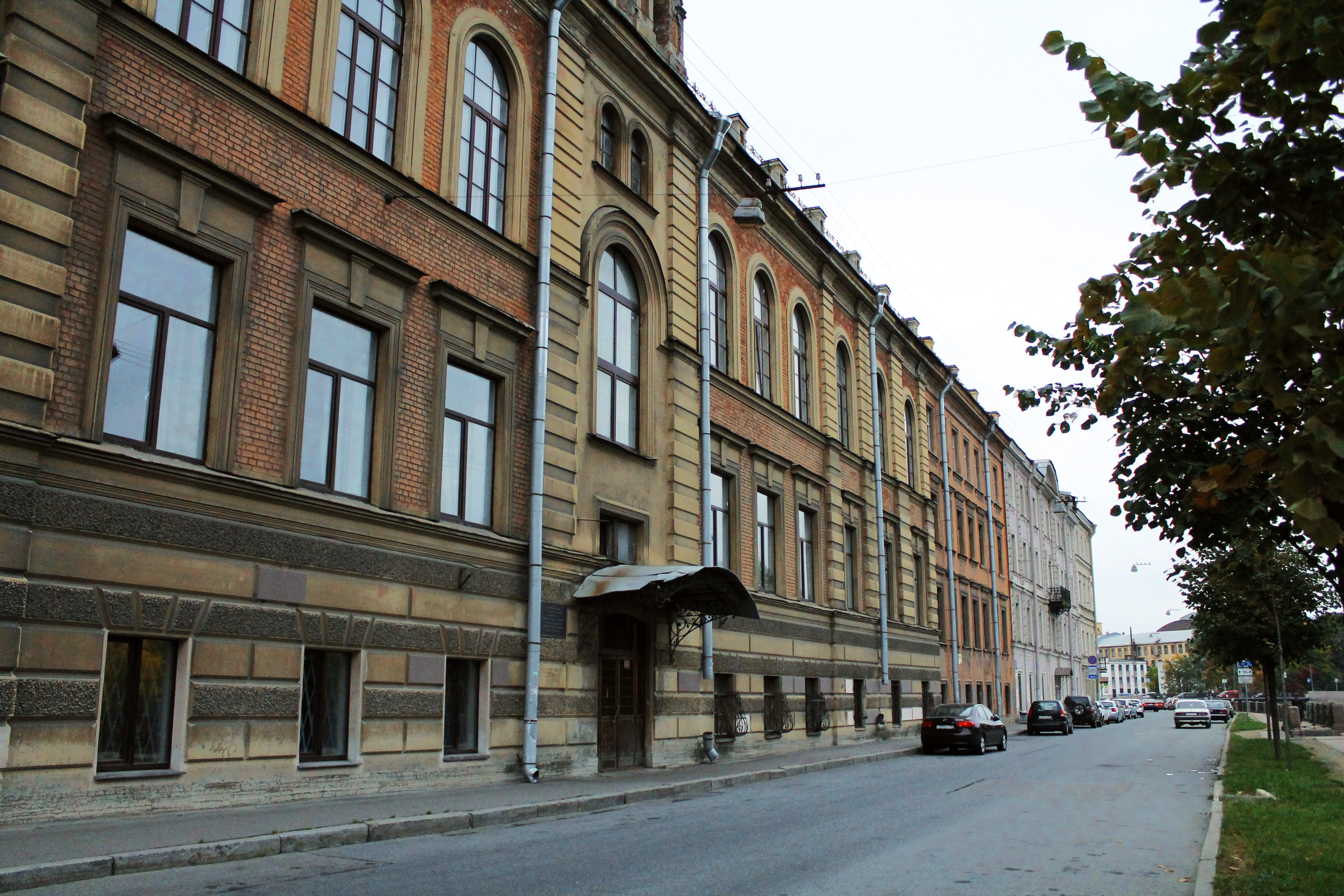
Здание бывшего Демидовского дома призрения трудящихся по адресу набережная реки Мойки дом 108 в Петербурге

- Усадьба «Ульянка». Проспект Стачек., 206 (1837)[11]

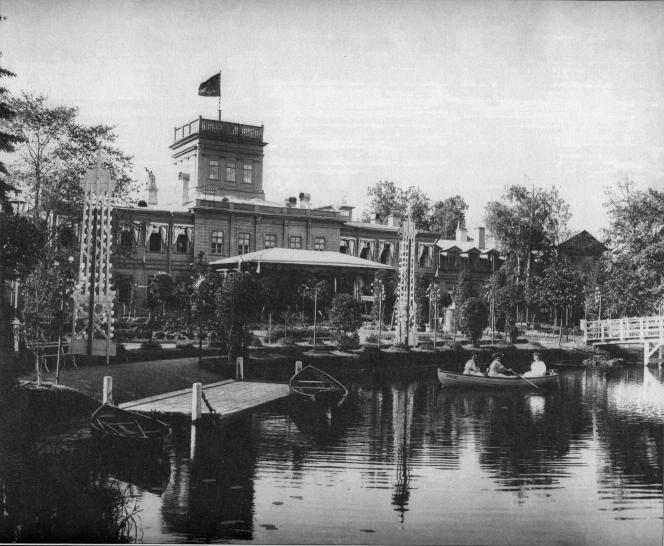
Имение "Ульянка" к юго-западу от Петербурга XIX века, с XX века в городской черте. Дом графа А. Д. Шереметева. Утрачен в ходе боёв в годы Великой Отечественной войны

- Уездное училище имени митрополита Богуш-Сестренцевича. Мастерская ул., 9 (1841—1842)[12]
- Доходный дом. Улица Марата., 48; Свечной пер., 15 (1844)[13]

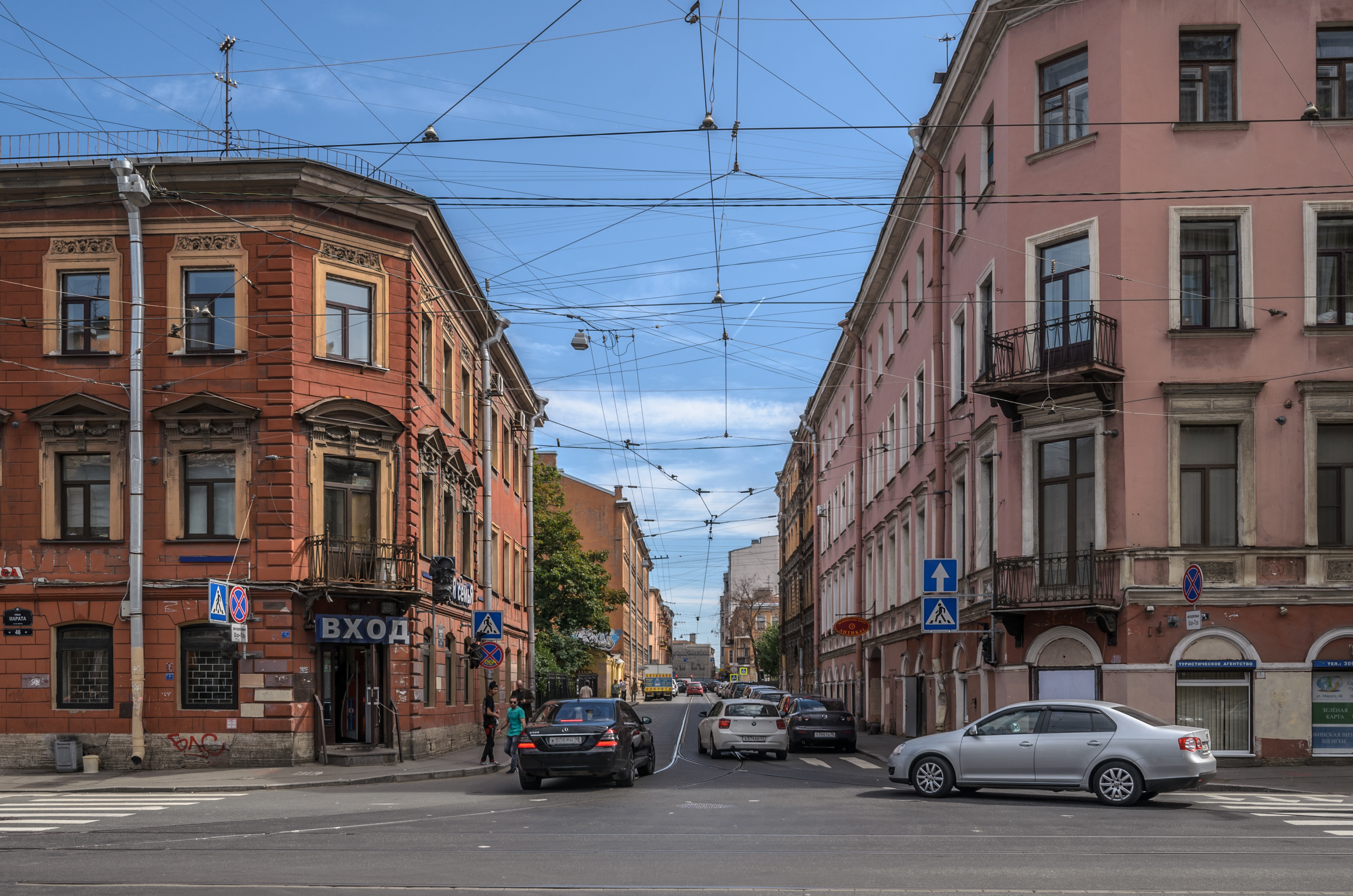
Справа: Доходный дом. Улица Марата, 48, Свечной пер., 15. Архитектор:	Корсини И. Д. Год постройки: 1844. Вид вдоль Свечного переулка

- Дом О. П. Головкина. Моховая ул., 7 (1844)[14]

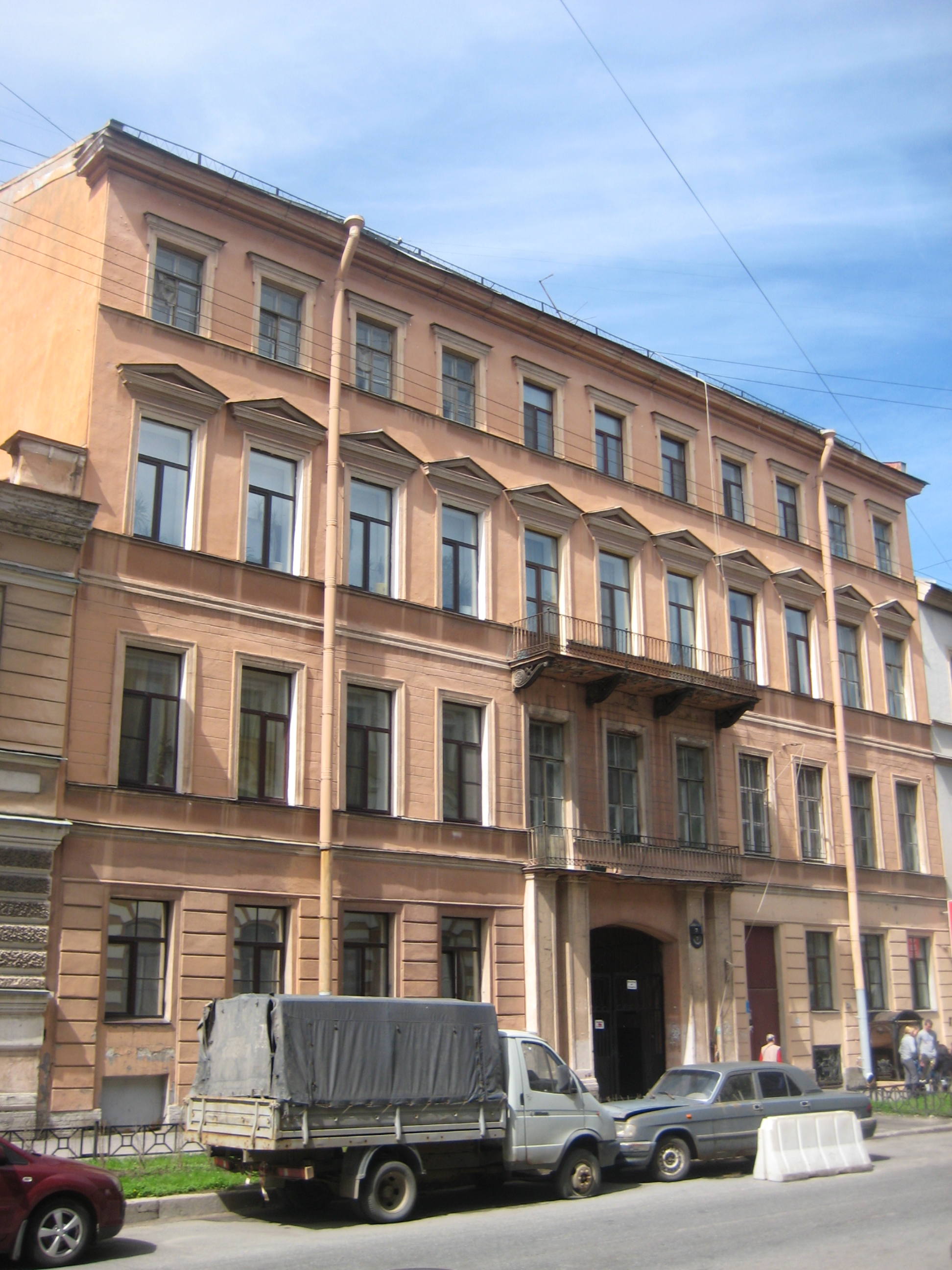
Моховая улица, дом 7

- Дом М. Маркевича. Галерная улица, 11; Английская набережная, 12 (1845)[15][16]

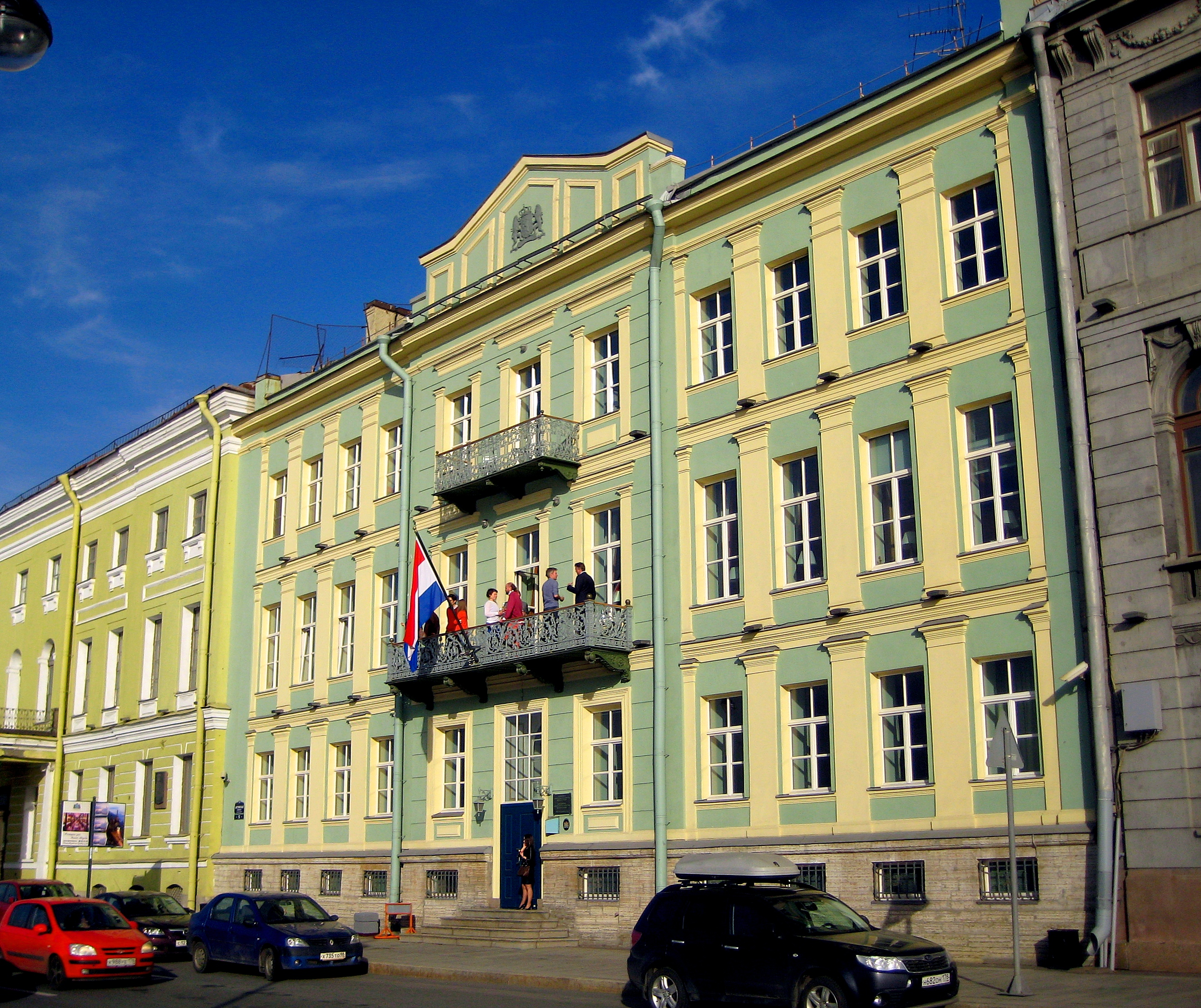
Дом купца М.Маркевича на Английской набережной

- Южный садовый флигель Фонтанного Дома – петербургской  усадьбы графов Шереметьевых. Литейный проспект, 53х; набережная реки Фонтанки, 34К (1845)[17]

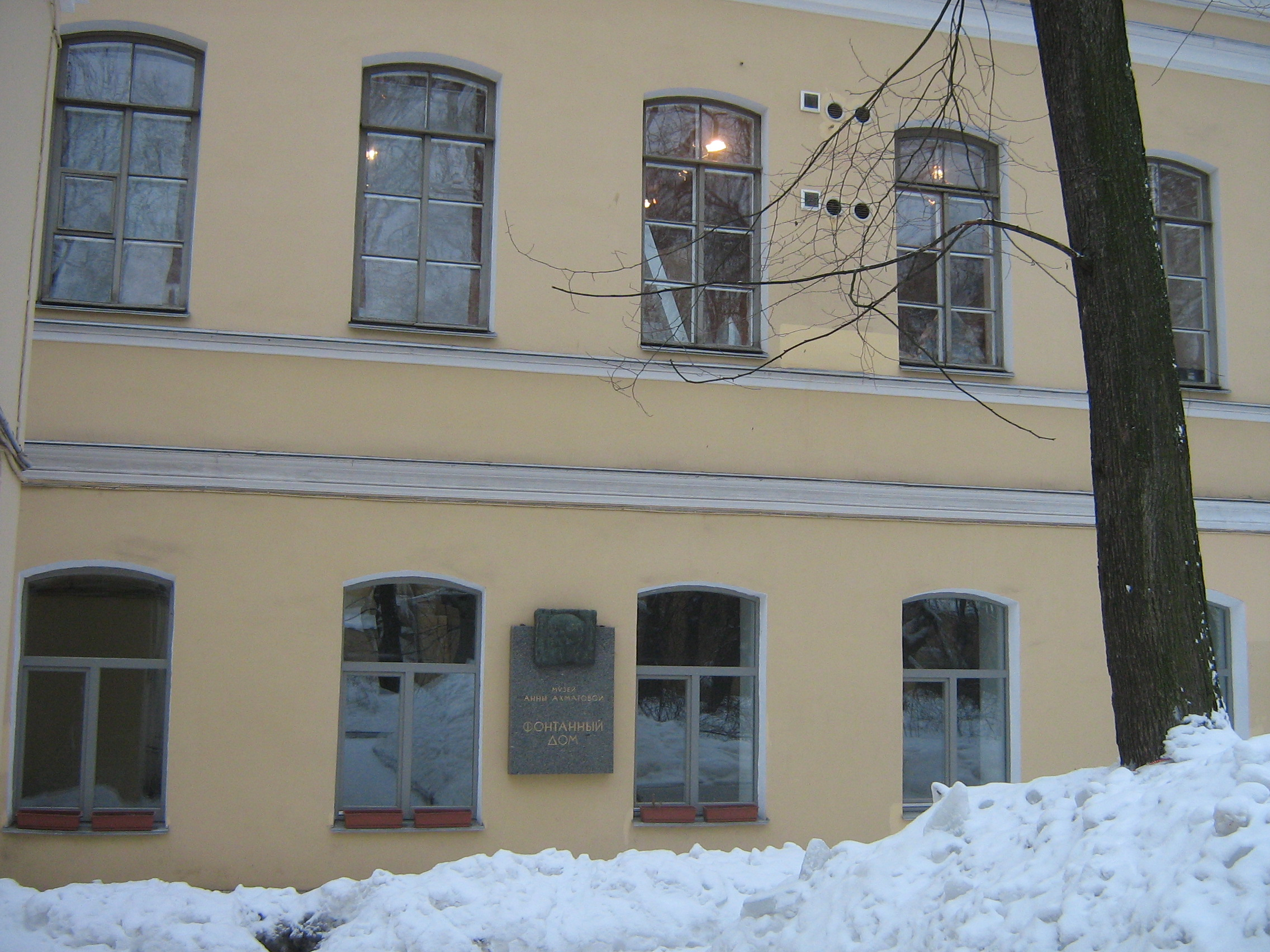
Южный садовый флигель усадьбы Шереметьева в Петербурге на набережной реки Фонтанки, д. 34 во дворе. Во флигеле сейчас Музей Анны Ахматовой в Фонтанном доме по одному из самых известных мест её проживания. Архитектор Корсини.

- Здание статс-секретариата Царства Польского. Проспект Римского-Корсакова, 35; улица Глинки, 8 (1845—1847)[19]

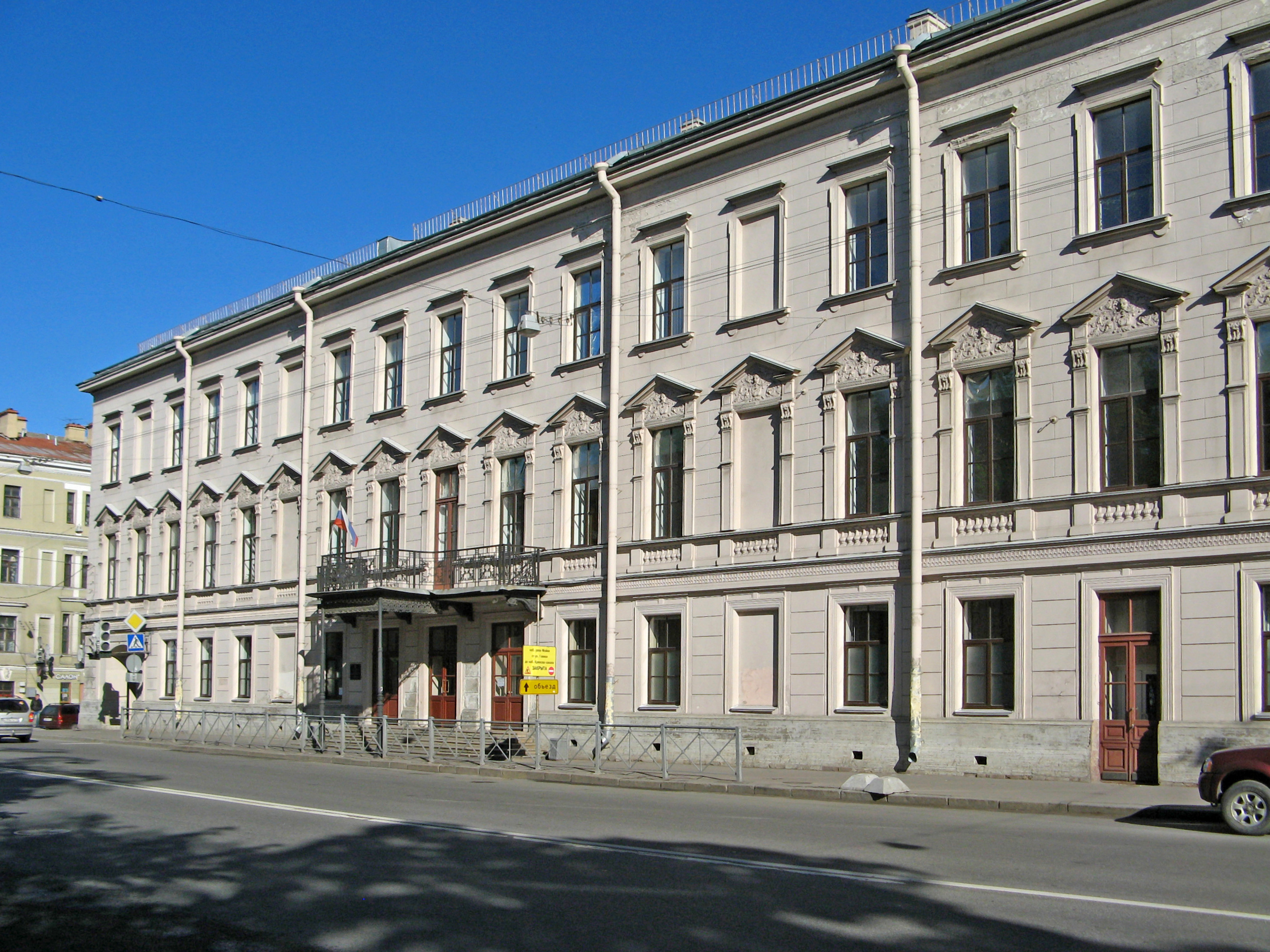
Здание статс-секретариата Царства Польского

- Апраксин двор. Александровская линия. (1862—1879)[20][21][22][23][24][25][26][27][28][29][30]

## Семья
Жена: писательница Мария Антоновна, урождённая Быстроглазова (1813/15 — 1859).
Дети:
- Екатерина (род. 1838) — замужем за Висковатовым.
- Наталья (1841 — после 1913) — жена Н. И. Утина.
- Павел (1839—1896) — в 1864 года окончил юридический факультет Петербургского университета. Служил лесничим в Рунзерском лесничестве Олонецкой губернии. Умер холостяком, отчего род Корсини угас.